# Jason Johnson
Jason Johnson (Happy News, 9 oktober 1990) is een Jamaicaans voetballer die bij voorkeur als aanvaller speelt. Hij debuteerde in 2013 in het betaald voetbal in het shirt van Houston Dynamo.

## Clubcarrière
Johnson werd als dertiende gekozen in de MLS SuperDraft 2013 door Houston Dynamo. Op 9 mei 2013 maakte hij in de met 4-0 gewonnen wedstrijd tegen DC United zijn competitiedebuut. Zijn eerste competitiedoelpunt maakte hij op 8 september 2013 tegen New York Red Bulls. Houston verloor de wedstrijd uiteindelijk met 1-4.

## Interlandcarrière
Johnson maakte op 10 februari 2010 tegen Argentinië zijn debuut voor Jamaica.